# Eichendorff-Gymnasium Bamberg
Das Städtische Eichendorff-Gymnasium Bamberg (kurz: EG) ist ein sozialwissenschaftliches sowie naturwissenschaftlich-technologisches Gymnasium in Bamberg. Bis zum Schuljahr 2022/23 war es ein reines Mädchengymnasium. Es ist benannt nach dem Dichter Joseph von Eichendorff.

## Geschichte

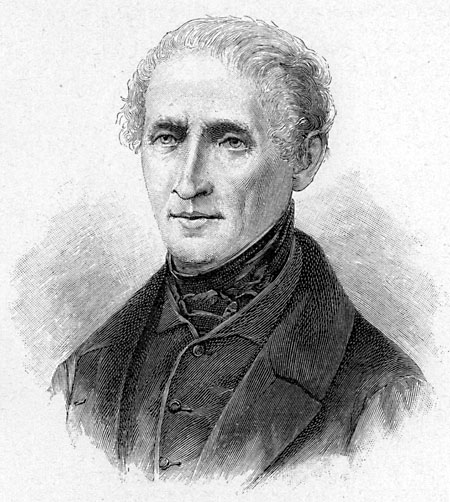
Joseph Freiherr von Eichendorff

1880 mietete der damalige Töchterschulverein mehrere Räume in der Karolinenstraße, um eine nicht konfessionsgebundene Mädchenschule einzurichten. Kurze Zeit später wurde das Anwesen Vorderer Bach 6 für die Vereinsschule erworben. Nach einem Erlass der Staatlichen Schulordnung nannte sich die Schule ab 1911 Höhere Mädchenschule. 1918 übernahm die Stadt Bamberg als Schulträger die Schule, die sich ab 1924 Städtisches Mädchenlyzeum nannte. Zusätzlich gab es nach der sechsten Klasse eine einklassige Frauenschule. 1938 verdoppelte sich die Anzahl der Lehrer der Bachschule wegen des Unterrichtsverbots für klösterliche Lehrkräfte.
Bei der Wiederaufnahme des Schulbetriebs im Jahr 1945 bestand die Bachschule aus der Mädchenoberrealschule, der Mädchenmittelschule und der Frauenschule. Aus der Mädchenoberrealschule ging später das Realgymnasium hervor. 1965 zog die Bachschule in den Neubau in der Kloster-Langheim-Straße um. Den Namen Eichendorff-Gymnasium prägte die damalige Schulleiterin Annemaria Schalast (* 2. November 1913 in Königshütte (Oberschlesien); † 4. Februar 2008 in Bamberg). 1977 wurde ein Anbau mit Biologieräumen, Bibliothek und Mehrzweckraum errichtet und bezogen. 1980 wurde die Gesellschaft der Freunde des Eichendorff-Gymnasiums gegründet, um die Schule ideell und materiell zu unterstützen. 2005 erfolgten weitere Umbauten, um den Anforderungen des achtstufigen Gymnasiums gerecht zu werden.
Seit 2009 trägt das Gymnasium den Titel „Schule ohne Rassismus – Schule mit Courage“. Das Eichendorff-Gymnasium hat seit 2013 den offiziellen Status einer Fairtrade-Schule. Um diesen Titel führen zu können, muss Fairtrade  beispielsweise in mindestens zwei Klassenstufen in zwei Fächern thematisiert sowie pro Schuljahr eine Schulaktion zu diesem Thema durchgeführt werden. Eine weitere Bedingung ist der Verkauf fair gehandelter Produkte an der Schule.
Seit dem Schuljahr 2023/24 nimmt das bisherige Mädchengymnasium auch männliche Schüler auf, außerdem wird ein naturwissenschaftlich-technologischer Zweig eingerichtet.